# أندريا هينكل
أندريا هينكل (بالألمانية: Andrea Henkel) وهي لاعبة بياثلون ألمانية ولدت في يوم 10 ديسمبر 1977 في بلدة إليمينو في تورينغن في ألمانيا الشرقية وهي الشقيقة الصغرى للاعبة البياثلون مانويلا هينكل، حققت نتائج مميزة في التزلج الريفي ، في موسم 1998-1999 أحرزت الميدالية الذهبية في كأس العالم للبياثلون، كما أنها فازت ب4 ميداليات أولمبية منها ميدالية ذهبية واحدة في 15 كلم في الألعاب الأولمبية الشتوية 2002 في سولت ليك في الولايات المتحدة وأحرزت الميدالية الفضية في 2006 والبرونزية في 2010، كما أنها أحرزت مع الفريق الألماني عدة ميداليات أخرى.

## روابط خارجية
- أندريا هينكل على موقع IMDb (الإنجليزية)
- أندريا هينكل على موقع قاعدة بيانات الفيلم (الإنجليزية)
- أندريا هينكل على موقع IBU (الإنجليزية)
- أندريا هينكل على موقع اللجنة الأولمبية الدولية (الإنجليزية)
- أندريا هينكل على موقع أوليمبيديا (الإنجليزية)
- أندريا هينكل على موقع اللجنة الأولمبية الألمانية (الألمانية)